# Valérie Benguigui
Valérie Benguigui (Oran, 8 juli 1961 – Parijs, 2 september 2013) was een Franse actrice. Ze was actief aan het theater en speelde rollen in langspeelfilms en televisieseries.

## Levensloop
Benguigui studeerde aan de Cours Florent en kreeg ook acteerlessen aan een school verbonden aan het Théâtre national de Chaillot. Ze debuteerde in de film On a volé Charlie Spencer van Francis Huster uit 1986 en de televisieserie Palace van Jean-Michel Ribes uit hetzelfde jaar. Onder meer haar rollen in La Vérité si je mens !, Comme t'y es belle ! en Le Prénom kregen veel goede recensies. Voor die laatste rol kreeg ze ook in februari 2013 de César voor beste vrouwelijke bijrol. Later datzelfde jaar overleed ze aan de gevolgen van borstkanker.
- Bibliothèque nationale de France: cb15053250q (data)
- Gemeinsame Normdatei: 114518765X
- International Standard Name Identifier: 0000 0000 5418 2904
- Library of Congress Control Number: no2007102556
- Nationale Bibliotheek van Israël: 987007420292605171
- Système universitaire de documentation: 149768753
- Virtual International Authority File: 19465397
- WorldCat: E39PBJyhhQwQCcfmKmWpXy8t8C